# Tomás Munilla
Tomás Munilla (Buenos Aires, Argentina, 3 de agosto de 1998) es un jugador español de rugby que se desempeña como medio melé en el club US Carcassonne de la Nationale 1. Además de competir con su club en Francia, es internacional absoluto con la Selección Española, donde acumula 15 caps.
Su hermano, Facundo Munilla, también es jugador profesional de rugby y se desempeña como medio melé en el club Club de Rugby El Salvador de la División de Honor.
En 2022, fue cedido por una temporada al CS Bourgoin-Jallieu tras la marcha de Maxime Sidobre al inicio de la temporada. Se consolidó como titular en el club, permaneciendo en él la siguiente temporada.
Para la temporada 2024-25, fichó por el US Carcassonne de la Nationale 1.